# Juníntapaculo
De Juníntapaculo (Scytalopus gettyae) is een zangvogel uit de familie Rhinocryptidae (tapaculo's).

## Verspreiding en leefgebied
Deze soort is endemisch in centraal Peru.

## Status
De grootte van de populatie is in 2021 geschat op 10.000-20.000 volwassen vogels. Op de Rode lijst van de IUCN heeft deze soort de status gevoelig.